# Jorge Valentín
Jorge Valentín (* 16. August 1964) ist ein ehemaliger kubanischer Sprinter, der sich auf den 400-Meter-Lauf spezialisiert hatte.
1991 wurde er bei den Panamerikanischen Spielen in Havanna Fünfter im Einzelbewerb und siegte in der 4-mal-400-Meter-Staffel. Bei den Leichtathletik-Weltmeisterschaften in Tokio kam er mit der kubanischen 4-mal-400-Meter-Stafette auf den achten Platz.
Seine persönliche Bestzeit von 45,34 s stellte er am 4. Juni 1987 in Madrid auf.